# María del Rosario Cepeda y Mayo
María del Rosario Cepeda y Mayo, född 1756, död 1816, var en spansk författare. 
Hon valdes 1787 till Junta de Damas de Honor y Mérito och var dess sekreterare från 1805. Hon utgav 1797 Elogio a la Reina. 